# Креацо
Креацо је насеље у Италији у округу Виченца, региону Венето.
Према процени из 2011. у насељу је живело 10124 становника. Насеље се налази на надморској висини од 38 м.

## Становништво
| 1951. | 1961. | 1971. | 1981. | 1991. | 2001.  | 2011.  |
| ----- | ----- | ----- | ----- | ----- | ------ | ------ |
| 3.196 | 4.015 | 6.949 | 9.332 | 9.953 | 10.433 | 11.038 |